# Sinteză Bodroux-Cicibabin
Sinteza Bodroux-Cicibabin a aldehidelor este o reacție organică care are ca scop conversia unui reactiv Grignard la o aldehidă cu un atom de carbon în plus în catenă. Reacția dintre un reactiv Grignard și ortoformiatul de trietil formează un acetal, care poate fi hidrolizat la aldehida corespunzătoare:
Un exemplu este sinteza n-hexanalului: